# 美國職業棒球大聯盟球員工會
美國職業棒球大聯盟球員工會（英語：MLBPA, Major League Baseball Players Association），是代表所有美國職業棒球大聯盟（MLB）球員的工會，成立於1953年，直到1966年才獲正式承認為工會團體。所有持有或已經與MLB各球團簽訂合約的球員、教練、總教練和運動防護員都有資格成為該工會的會員。
MLBPA主要做為所有MLB球員的集體協商代表，並在MLB相關業務和非營利事務中發揮重要作用。
2022年8月28日，MLBPA公開發起了一項運動，以幫助小聯盟球員加入工會。2022年9月9日，MLB自願承認MLBPA是代表超過5,500名小聯盟球員的工會，包含了新人聯盟至3A等級。

## 外部連結
- 官方网站